# Kaiseki

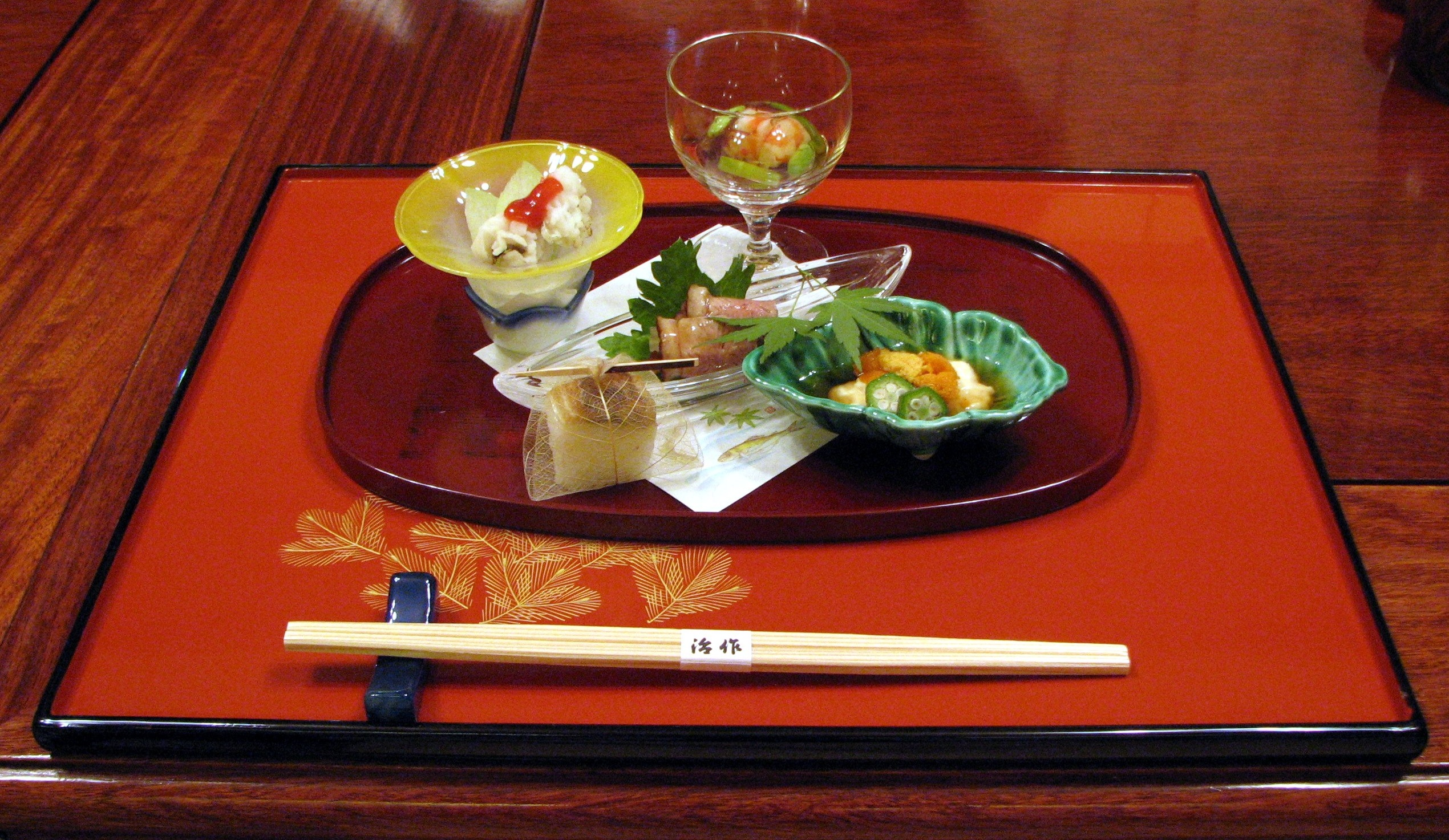
La cucina kaiseki consiste in un assemblaggio di piccoli piatti disposti artisticamente

La parola Kaiseki (懐石?, kaiseki ryori) designa nella gastronomia giapponese una forma di pasto tradizionale che comprende tante piccole portate. Il termine si riferisce altresì alle competenze tecniche che occorrono per preparare un tale pasto comparabili alla haute cuisine occidentale.
Vi sono due stili di cucina chiamati kaiseki o kaiseki-ryōri. Il primo, in cui kaiseki è scritto 会席 (o kaiseki-ryōri, 会席料理), si riferisce a un pasto le cui portate sono servite su piatti differenti . L'altro, scritto 懐石 o 懐石料理, indica invece il pasto semplice allestito in seguito alla cerimonia del tė è  (chanoyu) , conosciuta comunemente come cha-kaiseki (茶懐石).

## Origine
I kanji 懐石 usati per scrivere kaiseki significano letteralmente "pietra nel petto". Sono probabilmente dovuti a Sen no Rikyū (1522–1591), il quale li utilizzò per descrivere il frugale menù nella sala austera del chanoyu. L'associazione ideologica deriva da una pratica zen: i meno Zen placavano la fame mettendo pietre bollenti nei vestiti, vicino allo stomaco. Prima che tali kanji fossero usati, indicavano solo un riassemblamento di pietanze (会席料理). Al giorno d'oggi entrambe le forme sono utilizzate; il dizionario Kōjien descrive la cucina come "riassembramento di cibi" un pasto ove la bevanda principale è il sakè, e con il termine "pietra nel petto" ci si riferisce pasto servito al chanoyu. Per distinguerli, quest'ultimo è detto cha-kaiseki.

## Caratteristiche

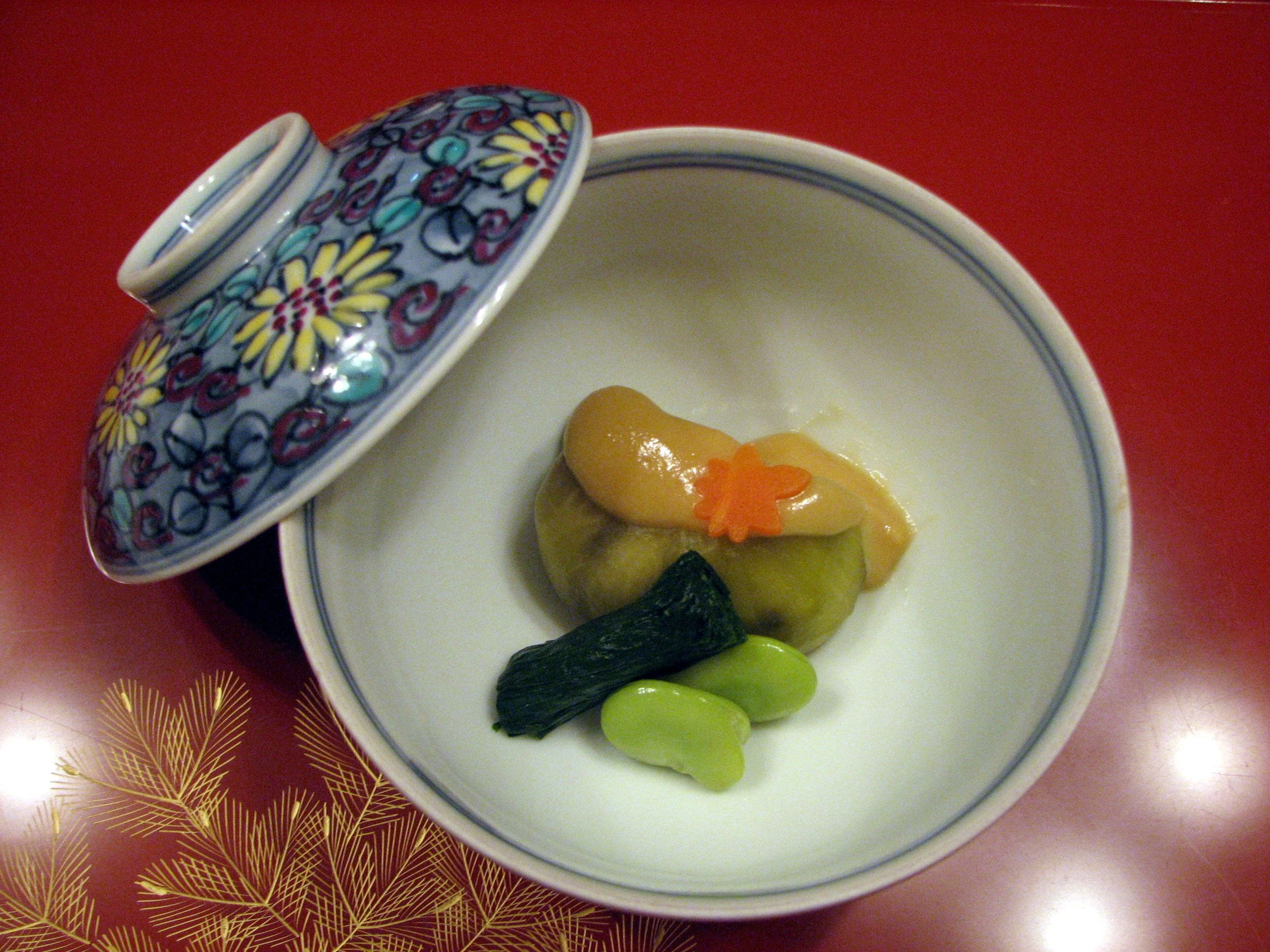
Sovente i piatti sono piccoli e armoniosi

Oggi nel kaiseki si cerca armonia di gusti, motivi, e apparenze dei colori. Per questo, solo ingredienti locali (solitamente freschi) sono usati per amplificare il sapore. Le pietanze son disposte su piatti singoli per esaltare l'aspetto e tema stagionale del pasto. Le decorazioni consistono solitamente in fiori e contorni commestibili, sistemati in modo che prendano la forma di piante o animali vari.

### Ordine
All'inizio il kaiseki comprendeva un piatto e tre contorni, che attualmente rappresentano la base di un ordinario pasto giapponese, chiamato セット (setto, "set"). Con il tempo si è evoluto includendo nel suo menu tuorlo d'uovo, sashimi, un piatto cotto a fuoco lento, un piatto grigliato e uno al vapore, e altri a discrezione del cuoco.
- (先附?, Sakizuke): un amuse-gueule.
- (八寸?, Hassun): secondo piatto a tema stagionale, di solito sushi e vari contorni.
- (向付?, Mukōzuke): Un sashimi di stagione.
- (煮合?,  Takiawase): delle verdure servite con carne, pesce o tofu; i piatti sono cotti separatamente.
- (蓋物?, Futamono): una zuppa consistente in un brodo trasparente nel quale sono bolliti pochi elementi tagliati in grandi pezzi riconoscibili - di solito tofu e tre o quattro verdure diverse.
- (焼物?, Yakimono): un piatto grigliato.
- (酢肴?, Su-zakana): stuzzichino di intermezzo, usato per "pulire" la bocca; solitamente tsukemono.
- (冷し鉢?, Hiyashi-bachi): tipicamente estivo, servito freddo, composto di verdure tagliate a piccoli pezzi, cotte e crude.
- (中猪口?, Naka-choko): un altro piatto ripulente, sovente un brodo leggero analogo al futamono.
- (強肴?, Shiizakana): un piatto seguente, sovente nabemono.
- (御飯?, Gohan): un piatto di riso condito a seconda della stagione.
- (香の物?, Kō no mono):  verdure o legumi di stagione, spesso bolliti e aromatizzati con mirin.
- (止椀?, Tome-wan): Zuppa miso o verdure con riso.
- (水物?, Mizumono): un dessert di stagione; frutta, crema ghiacciata.

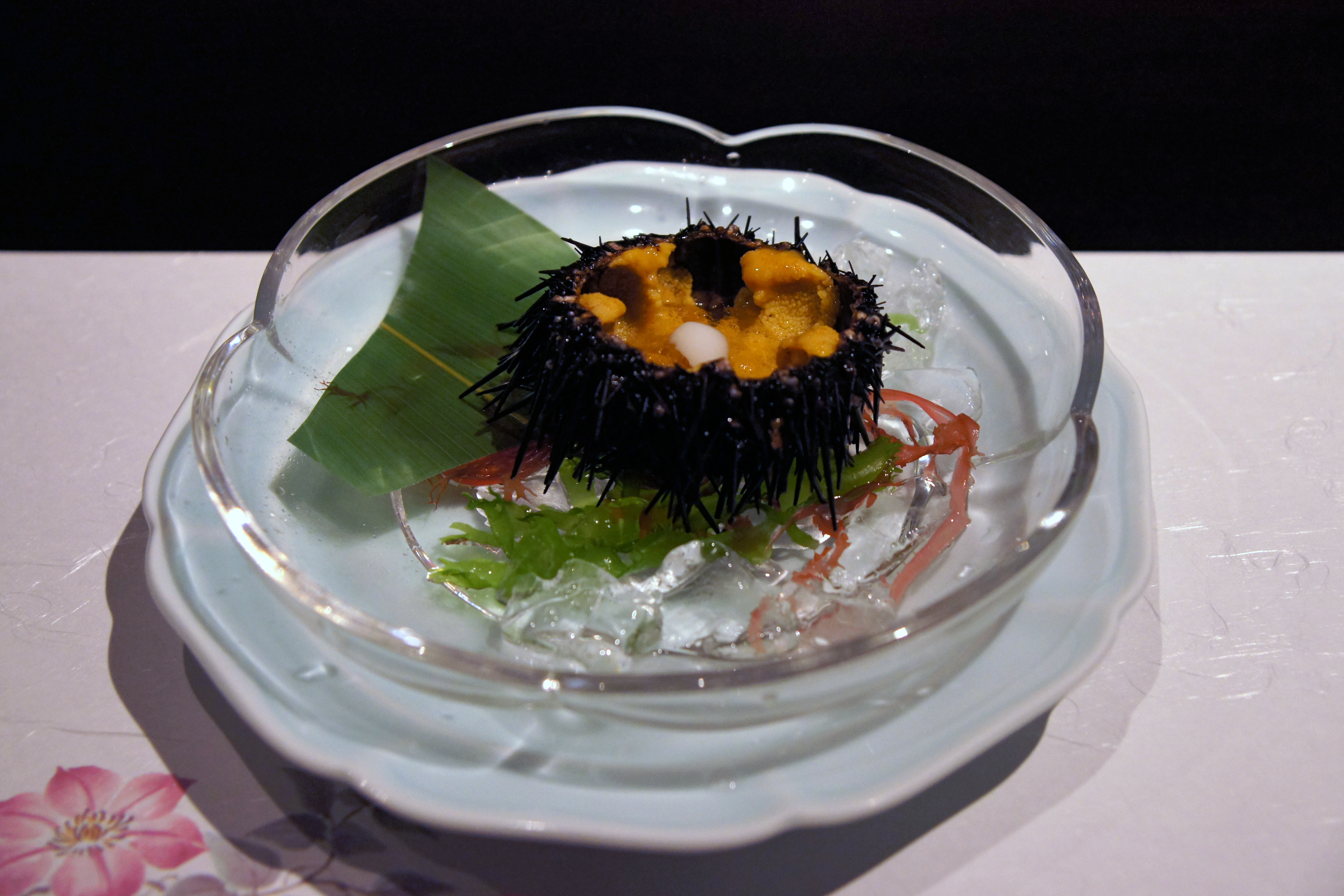
先附
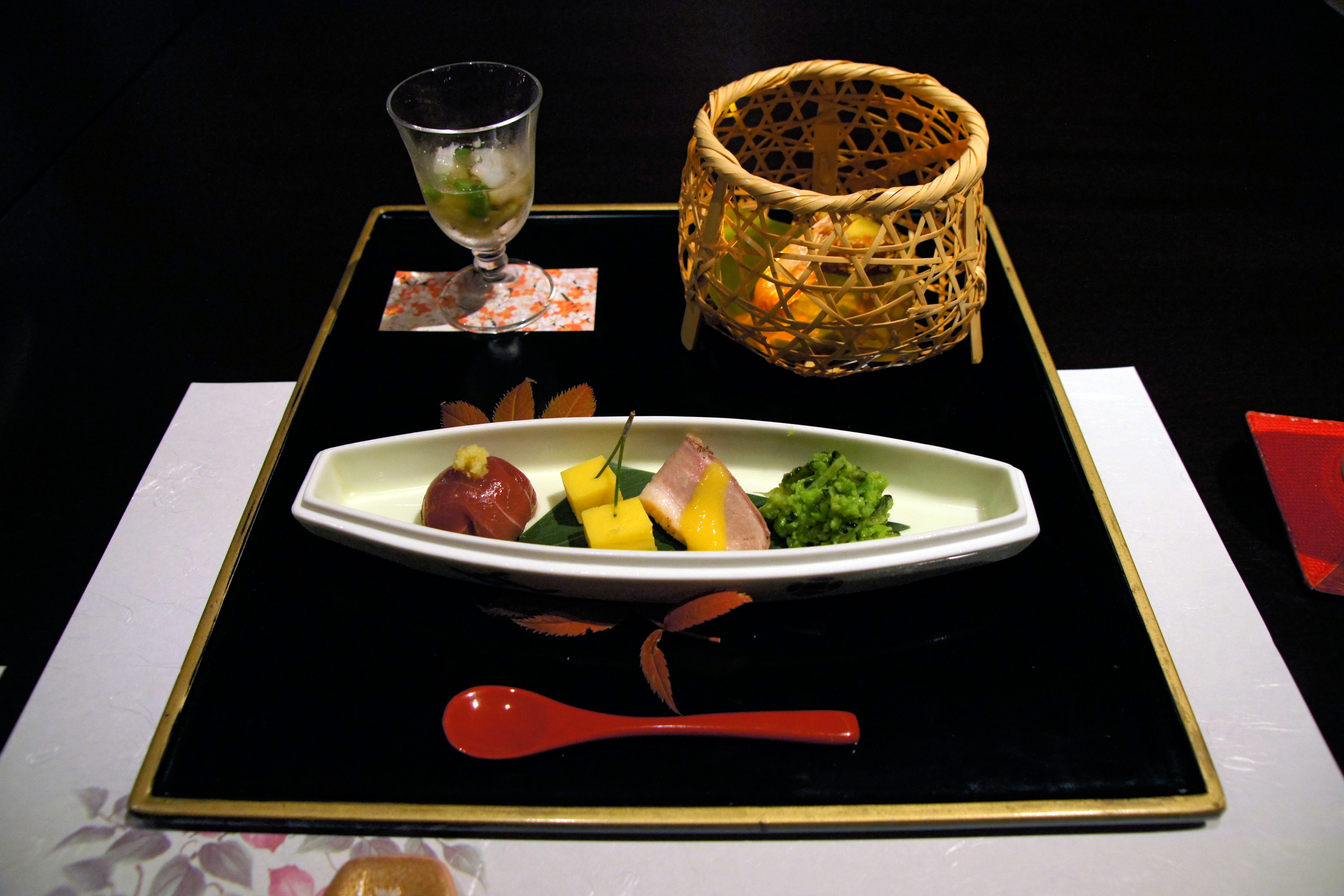
八寸
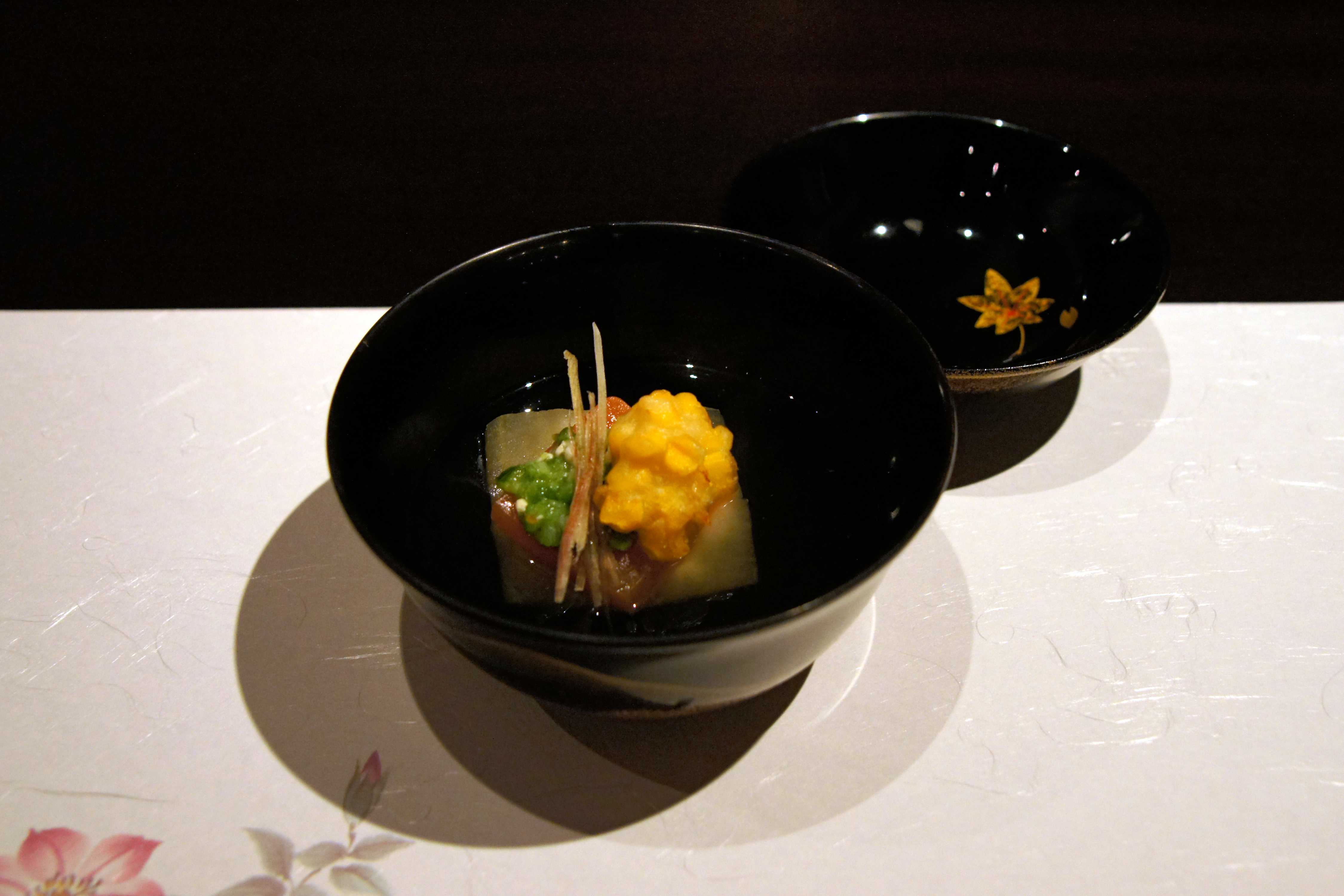
お椀
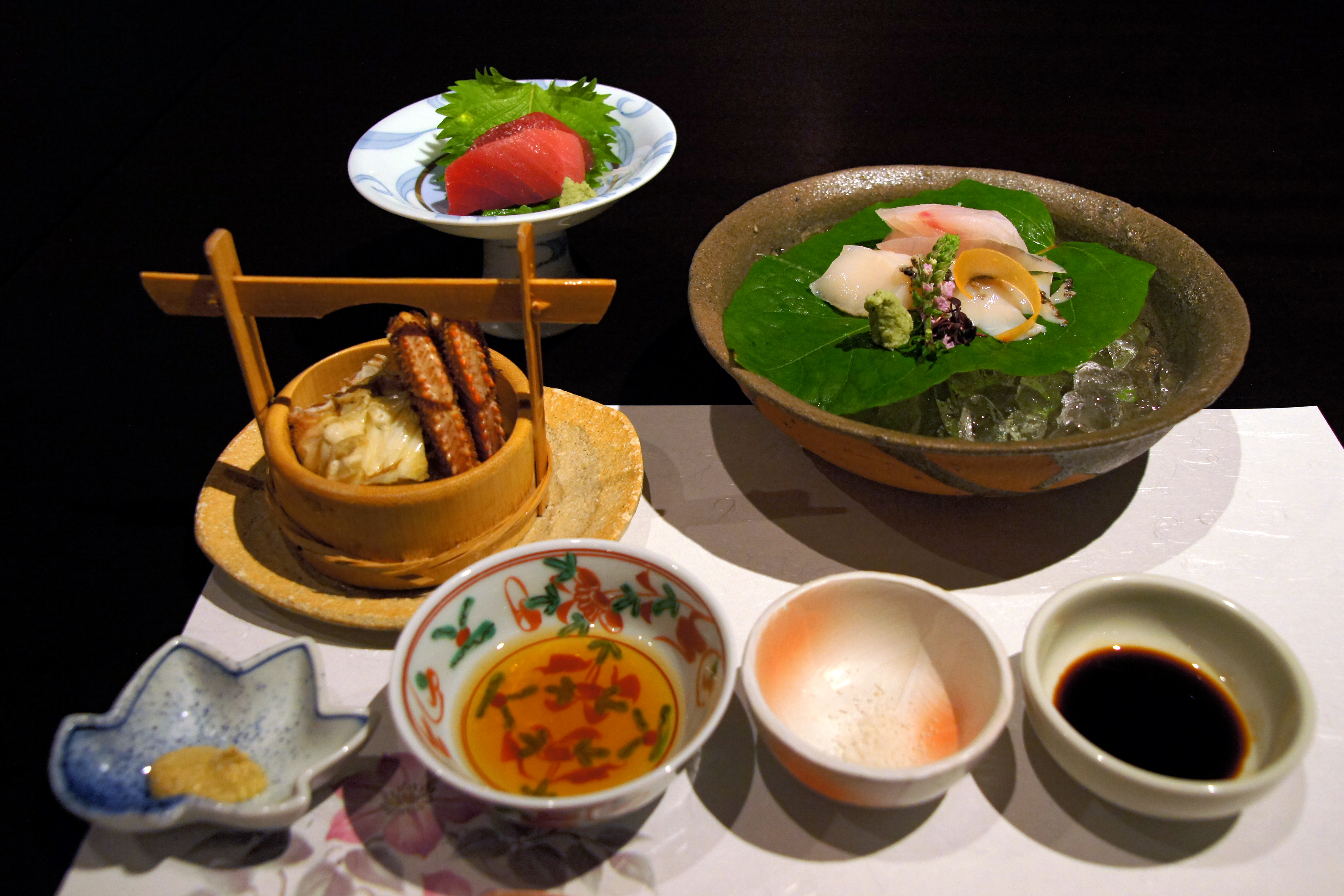
お造り
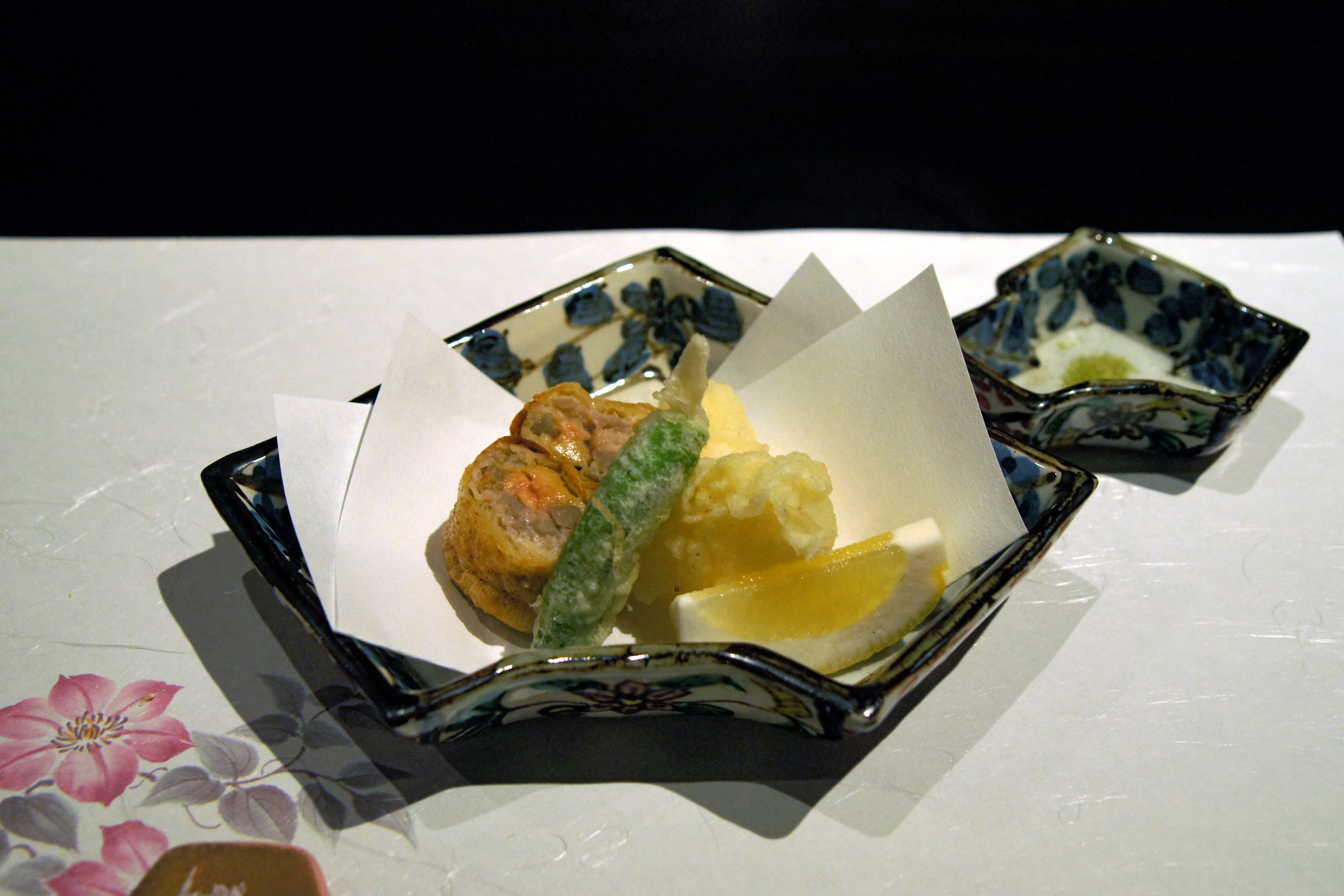
揚げ物
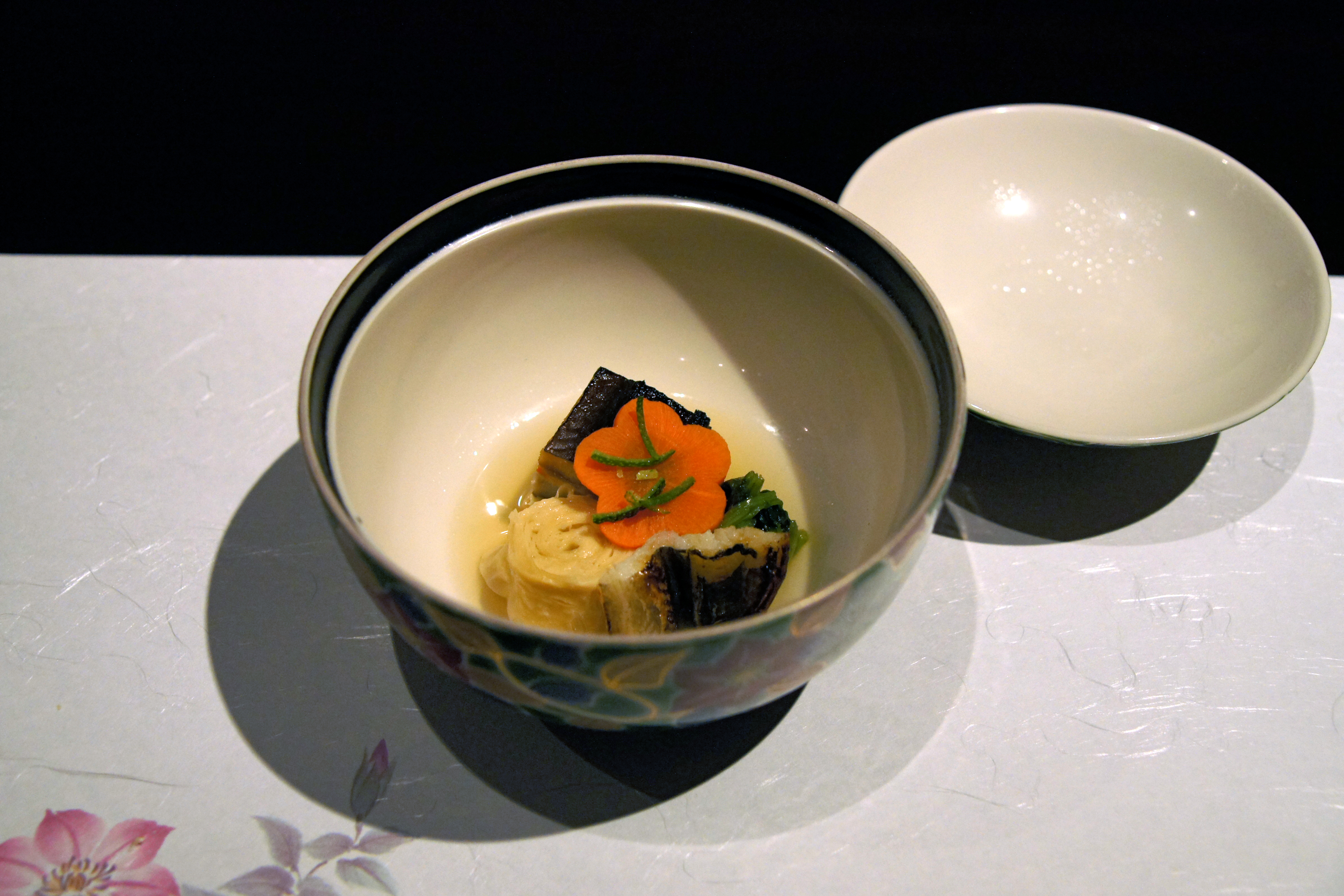
蓋物
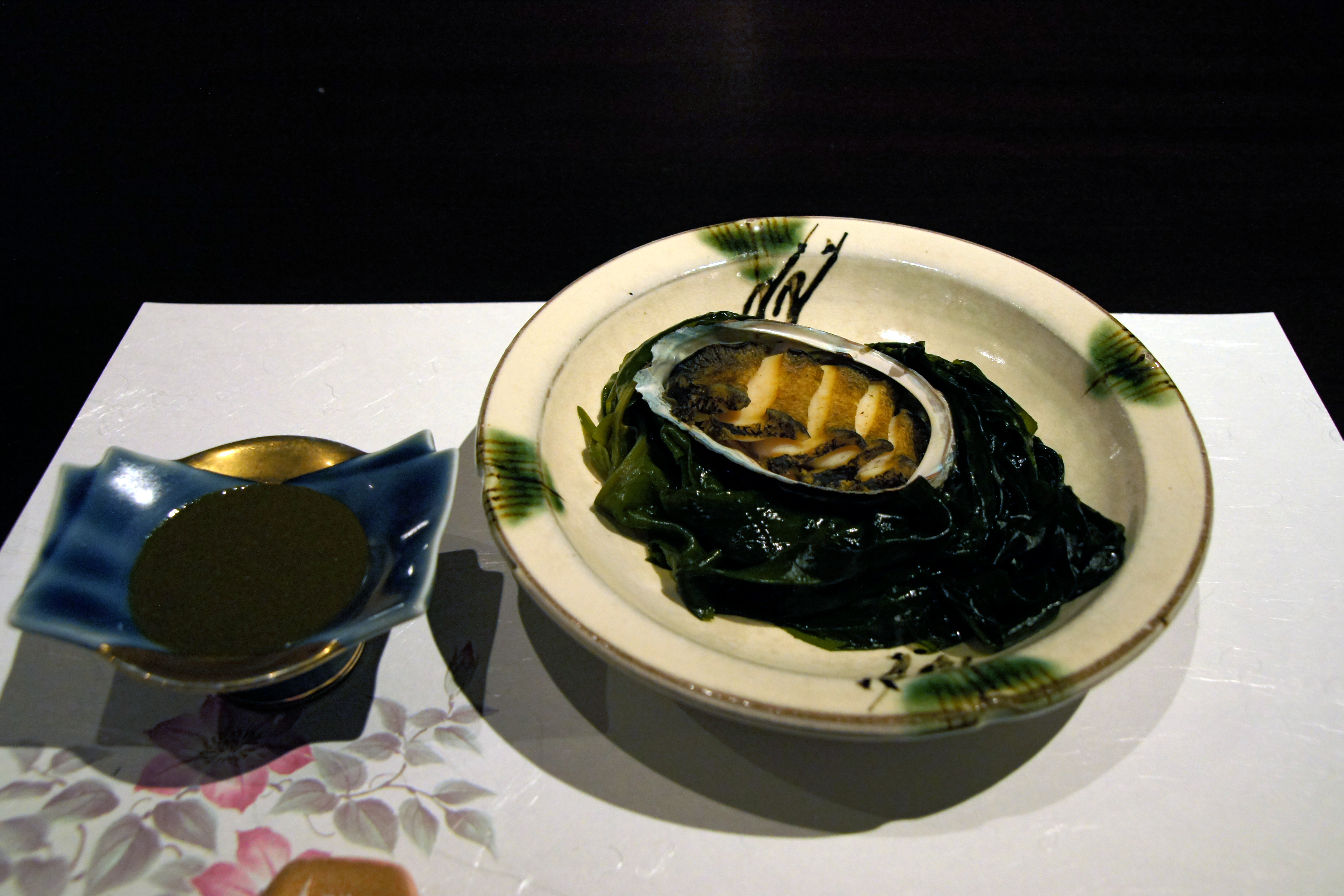
台の物
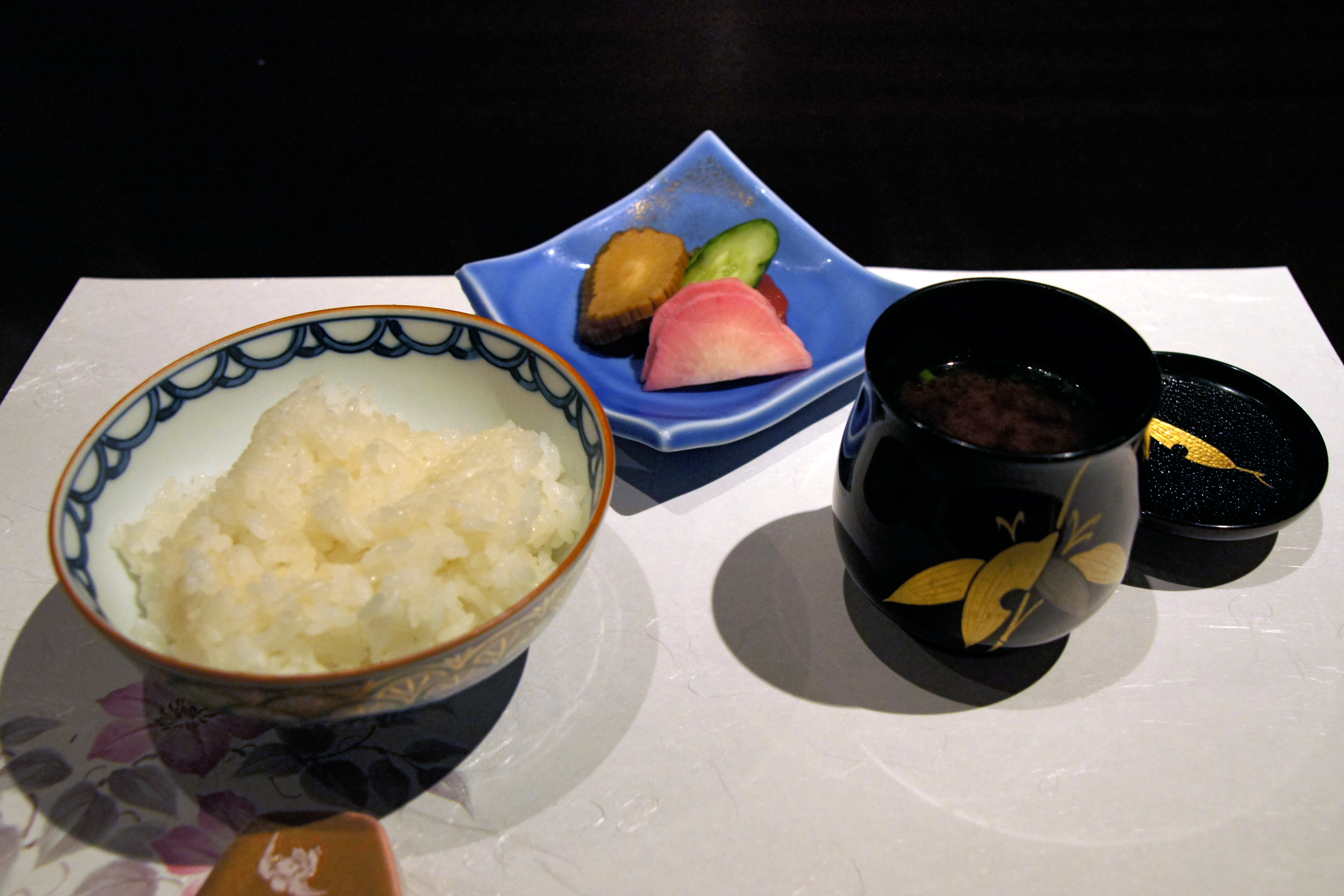
御飯・香の物・止椀
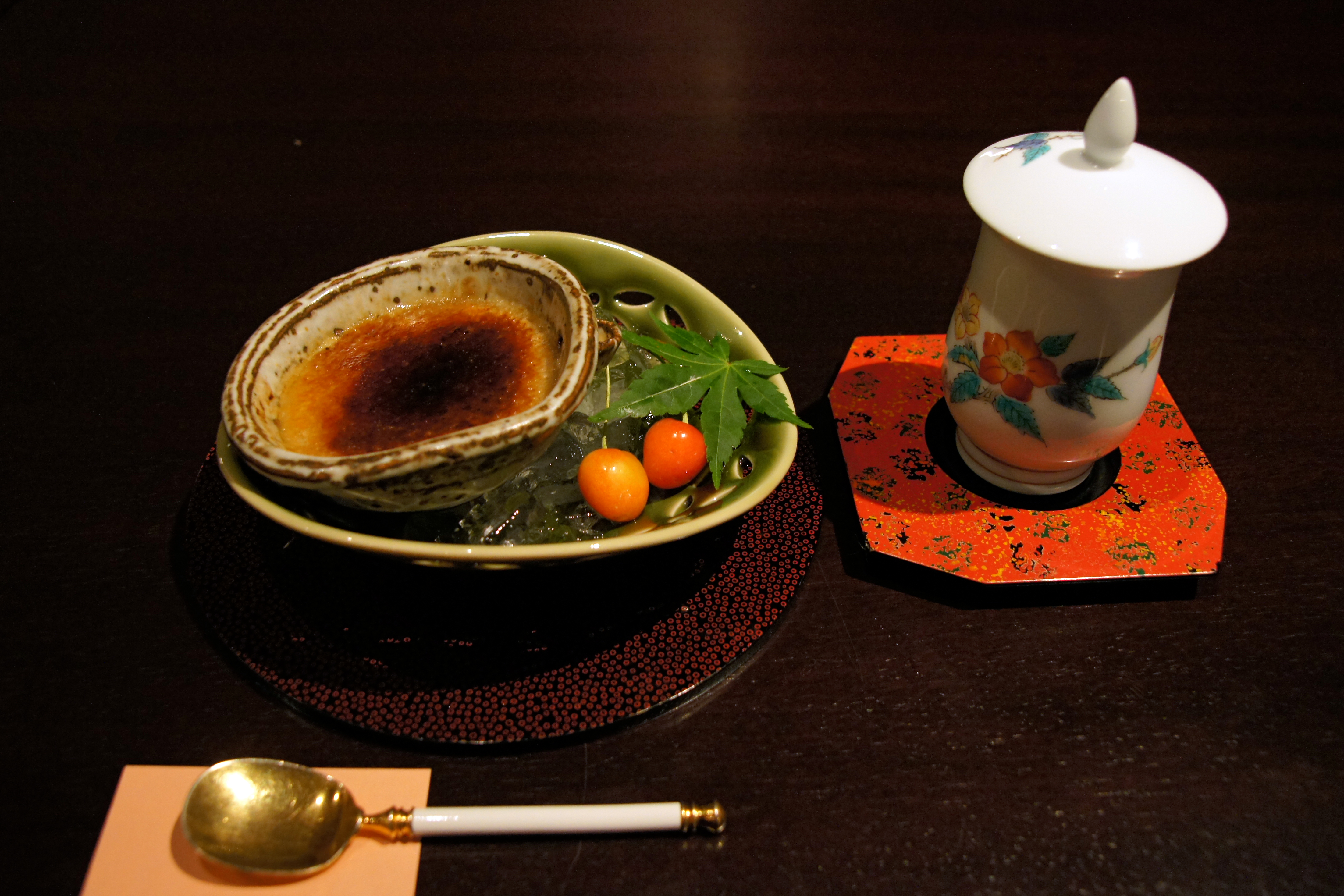
甘味（水物）

## Cha-kaiseki
Il pasto preparato sui recipienti del cha-no-yu precede il servizio da tè nelle cerimonie formali (chaji). Componenti di un cha-kaiseki sovente dell'ichijū sansai o "zuppa e tre contorni", e riso, in extra: suimono, hassun, yutō, e kōnomono. Solitamente la zuppa è miso e i tre piatti tradizionali sono:
- Mukōzuke: cibo più lontano dall'ospite del luogo (mukōzuke significa "l'insieme più lontano"). A volte c'è sashimi. All'ospite è servito riso e zuppa inciotolata.
- (煮物?, Nimono): piatti cotti serviti in ciotola.
- Yakimono: cibi grigliati (sovente pesce), servito su un piatto da autoservizio.

Possono anche essere:
- (吸物?, Suimono): zuppa chiara in ciotole laccate, abbellente per la casa prima dello scambio di saké tra invitati e ospiti. Detta anche kozuimono (minizuppa chiara) o hashiarai (piccole pagnotte).
- (湯桶?, Yutō): una brocca d'acqua calda all'aroma di riso, da self-service.
- Kō no mono: contorni dello yutō. Possono esserci ulteriori contorni, detti shiizakana, e altri con il sake. Poiché l'ospite le lascia al primo invitato, son detti azukebachi ("ciotola lasciata alla cura d'un altro").[8]

## Kaisekiinformale

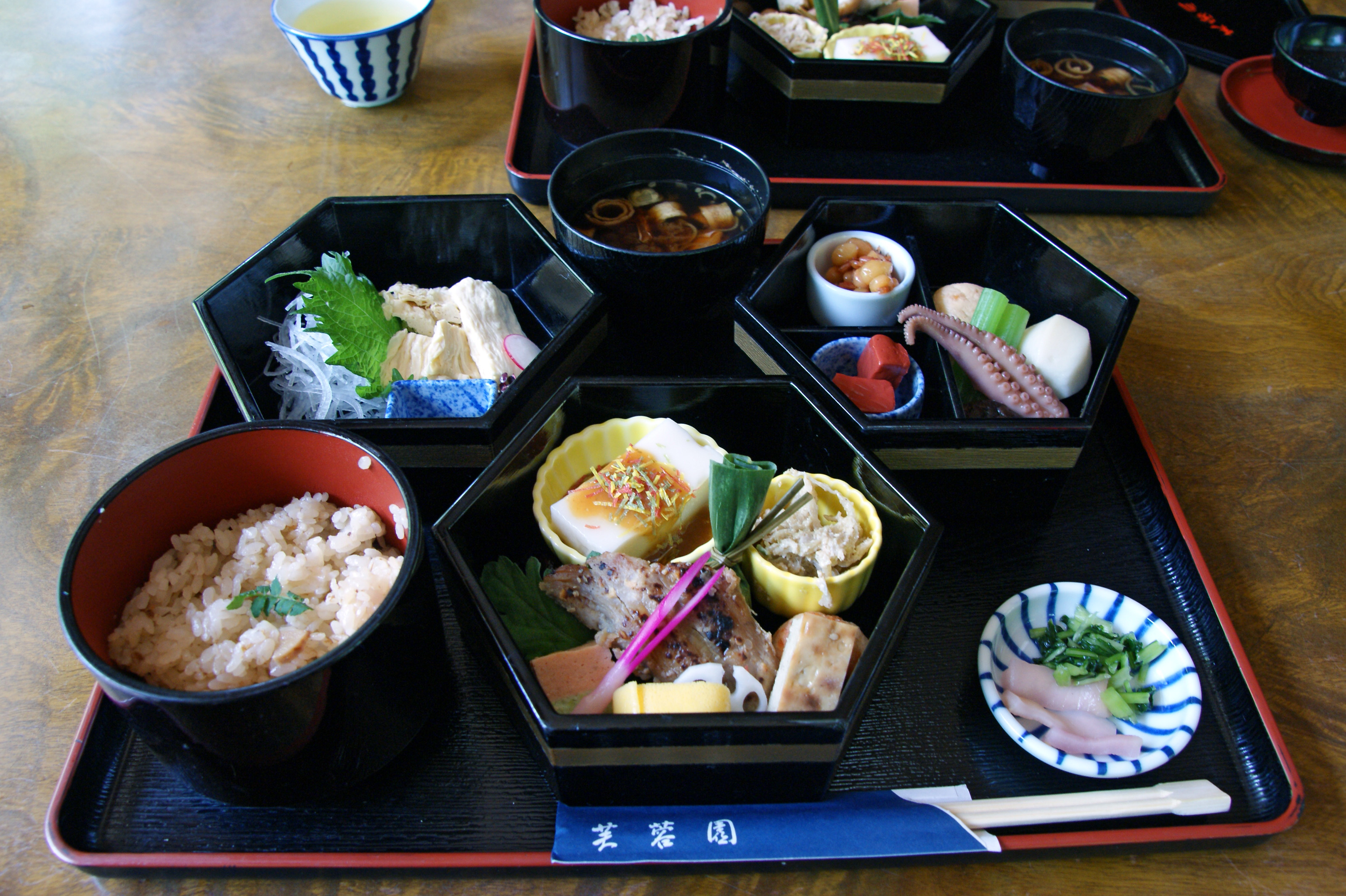
Un kaiseki informale di Fuyoen a Ōtsu

I piatti sono disposti in jubako (un insieme di scatole). Le Shokado-bento lo sono anch'esse.

## Dove trovare ikaiseki
I Kaiseki si trovano soprattutto nei ryokan, ma anche in alcuni piccoli ristoranti. Kyoto è molto conosciuta per i kaiseki. A Kyoto, tale stile è detto cucina di Kyoto (京料理?, kyō-ryōri), a sottolinearne l'origine.

## Prezzo
Un menù kaiseki è solito essere caro - una cena può costare solitamente 15000-40000 yen a persona, senza bevande. I pranzi sono più economici (4000-8000 yen), e, a volte, dei bentō (2000-4000 yen).